# Tropidodipsas
Tropidodipsas — рід змій родини полозових (Colubridae). Представники цього роду мешкають в Мексиці і Центральній Америці.

## Види
Рід Tropidodipsas нараховує 8 видів:
- Tropidodipsas fasciata Günther, 1858
- Tropidodipsas fischeri (Boulenger, 1894)
- Tropidodipsas guerreroensis Taylor, 1939
- Tropidodipsas papavericola Grünwald, Toribio-Jiménez, Montaño-Ruvalcaba, Franz-Chávez, Peñaloza-Montaño, Barrera-Nava, J.M. Jones, C.M. Rodriguez, I. Hughes, Strickland & Reyes-Velasco, 2021
- Tropidodipsas philippii (Jan, 1863)
- Tropidodipsas repleta H.M. Smith, Lemos-Espinal, Hartman & Chiszar, 2005
- Tropidodipsas tricolor Grünwald, Toribio-Jiménez, Montaño-Ruvalcaba, Franz-Chávez, Peñaloza-Montaño, Barrera-Nava, J.M. Jones, C.M. Rodriguez, I.M. Hughes, Strickland & Reyes-Velasco, 2021
- Tropidodipsas zweifeli (Liner & Wilson, 1970)

## Етимологія
Наукова назва роду Tropidodipsas походить від сполучення слів дав.-гр. τροπις — кіль і διψας — отруйна змія.